# Papperitzia leiboldii
Papperitzia leiboldii là một loài thực vật có hoa trong họ Lan. Loài này được (Rchb.f.) Rchb.f. mô tả khoa học đầu tiên năm 1852.